# Toronto-Nord
Pour les articles homonymes, voir Toronto (homonymie).
Toronto-Nord fut une circonscription électorale fédérale de l'Ontario, représentée de 1904 à 1925.
La circonscription de Toronto-Nord a été créée en 1903 avec des parties de Toronto-Centre, Toronto-Ouest et de York-Est. Abolie en 1924, elle fut redistribuée parmi Toronto-Nord-Est, Toronto-Nord-Ouest et York-Ouest.

## Géographie
En 1903, la circonscription de Toronto-Nord comprenait:
- Une partie de la ville de Toronto contenue entre les Parlmerston et Spadina Avenue, Sherbourne Street, College et Carleton Street, Bloor Street et Oakwood et Dovercourt Road.

## Députés
1. 1904-1921 — George Eulas Foster, CON
2. 1921-1925 — Thomas Langton Church, CON

- CON = Parti conservateur du Canada (ancien)